# Drogen
Drogen là một đô thị ở huyện Altenburger Land thuộc bang Thuringia. Các đô thị giáp ranh gồm Altkirchen, Dobitschen, Nöbdenitz, Schmölln, và Wildenbörten.
Đô thị Drogen có các khu vực dân cư: Drogen và Mohlis.